# الحرب ضد سييسموند

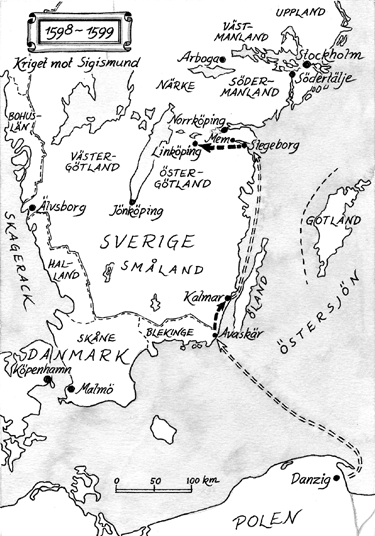
رحلة سييسموند 1598-1599

الحرب ضد سييسموند (بالسويدية: Kriget mot Sigismund) هي حرب نشبت بين الدوق كارل والملك سييسموند ملك السويد وبولندا بين عامي 1598-1599، كان محور الصراع هو السعي لإسقاط الملك سييسموند عن عرش السويد. وانتهت الحرب بخلعه، مع استيلاء الدوق كارل على الحكومة لينصب ملكا على السويد.

## خلفية تاريخية
عندما توفي ستيفن باتوري في عام 1586، انتُخب سييسموند فاسا، ابن الملك جون الثالث وكاثرين ياغيلون، ملكًا على الكومنولث البولندي الليتواني في محاولة لمواصلة التحالف البولندي السويدي، أما الهدف الأساسي وراء ذلك فكان مجابهة إيفان الرابع «الرهيب» قيصر روسيا. أقسم سييسموند على التنازل عن إستونيا للكومنولث.
عندما توفي الملك جون الثالث عام 1592، اعتلى ابنه سييسموند، ملك بولندا منذ عام 1587، العرش السويدي. ثم ثارت النزاعات. لم يوافق الدوق تشارلز، الابن الوحيد الحي لغوستاف فاسا، على استلام سييسموند، ابن أخيه وكاثوليكي، حكمَ مملكةٍ يمكن أن تكون ملكه بنفس القدر.
بعد تتويج سييسموند ملكًا على السويد في 19 فبراير 1594، أصدر قرارًا يفيد بعدم إمكانية استدعاء أي برلمان (ريكسداغار) دون موافقة الملك. على الرغم من ذلك، استدعى تشارلز البرلمان في سودرتشوبينغ في خريف عام 1595، وحصل من خلاله على مراده. عُين الدوق وصيًا على العرش «بمشورة المجلس»، مما يعني أنه سيحكم السويد مع المجلس الخاص أثناء غياب الملك عن المملكة. بعد ذلك بوقت قصير، رفض نبلاء فنلندا بقيادة الحاكم المعين من قِبل سييسموند، كلاوس فليمنغ، هذه القرارات. تعاطفوا مع الملك واعتبروا تشارلز متمردًا. كهجوم مضاد، حرض تشارلز على تمردٍ ضد فليمنغ بين الفلاحين في أوستربوتن، عُرف بحرب الهراوة.
نجح فليمنغ في قمع الثورة لكنه توفي في أبريل 1597. وفي نفس الوقت تقريبًا، وصلت رسالة من مقر سييسموند في بولندا تفيد بأنه لن يقبل تشارلز وصيًا على العرش. ثم استخدم الدوق تكتيكًا استخدمه والده، ألا وهو الاستقالة من منصبه . ومع ذلك، لم تكن الاستجابة كما أملها تشارلز: قبل الملك استقالة تشارلز وخول المجلس الخاص بالسلطة الكاملة.
على الرغم من الموقف الصعب، استدعى تشارلز برلمانًا آخر غير قانوني في نفس العام، هذه المرة في أربوجا. حضر عضو واحد فقط من أعضاء المجلس الخاص. والسبب في ذلك هو أن هدف تشارلز المتمثل في عزل سييسموند قد كُشف بحلول ذلك الوقت، وأدرك الرجال أن تمردًا خطيرًا كان يختمر. عندما هدد الدوق تشارلز الرجال الغائبين بعقوبات شديدة فقد بعضهم الشجاعة. هرع إريك غوستافسون ستينبوك وأرفيد غوستافسون ستينبوك وإريك لارسون سبار وإريك براي (1552- 1614) وستين بانر إلى سييسموند على الفور.
وهكذا، في عام 1597، اندلعت حربٌ أهلية، وتمكن الدوق تشارلز من السيطرة على جزء كبير من القلاع القوية في البلاد، وبهذه الطريقة حقق السيطرة على جميع أنحاء المملكة تقريبًا. كانت المشكلة هي فنلندا، حيث كانت أرملة كلاوس فليمنغ تحرس قلعة أبو. ولكن بعد حرب نفسية، تمكن تشارلز وأتباعه من الاستيلاء على القلعة في توركو. يقال أنه عندما دخل الدوق إلى كنيسة القلعة رأى جثمان كلاوس فليمنغ يرقد في التابوت. يُذكر أنه قال: «لو كنتَ على قيد الحياة الآن، لما كان رأسك في أمان كبير». ثم ذُكر أن أرملة فليمنغ، إيبا ستينبوك، قد اقتربت من الدوق وردت: «لو كان زوجي الراحل على قيد الحياة، لما دخل جلالتك إلى هنا أبدًا».
عندما علم سييسموند بما حدث في فنلندا نفذ صبره. لم يستطع الملك قبول تصرفات الدوق تشارلز غير المحترمة. وقرر استخدام القوة.